# Anatomische terminologie
De anatomie heeft een eigen terminologie, die voor de leek niet meteen begrijpelijk is. Hieronder worden er kort een aantal verklaard.
De anatomie is het onderdeel van de biologie over de structuur en de organisatie van organismen behandelt. Het gaat in dit artikel over de zoötomie, de dierlijke anatomie, en meer in het bijzonder over de anatomie van de mens.

## Anatomische stand

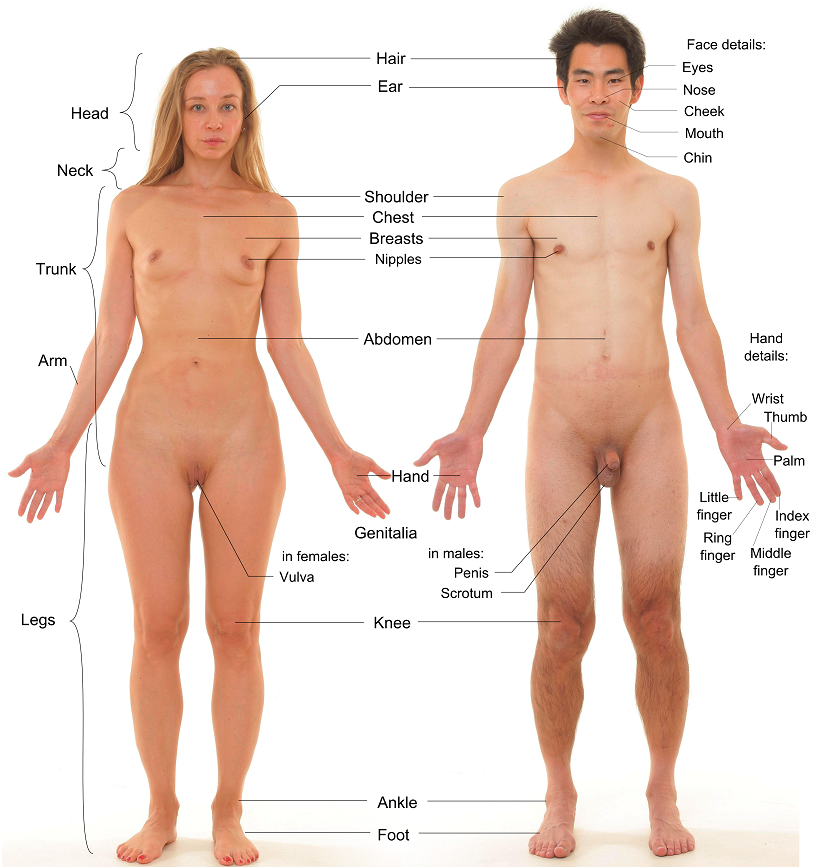

- anatomische stand - De anatomische houding is een rechtopstaand mens met de voeten licht gespreid en de tenen naar voren wijzend, de armen afhangend maar iets van het lichaam gehouden, waarbij de handpalmen naar voren worden gehouden. Bij plaatsaanduidingen kan men deze stand als referentiekader gebruiken.

## De vlakken
We kunnen ons een aantal doorsneden door het lichaam voorstellen, de belangrijkste worden hier genoemd. Er liggen er drie verticaal:
- coronaal vlak - Het coronale vlak ligt van links naar rechts en verdeelt het lichaam in voor- en achterkant.
- mediaan vlak - Het mediane vlak ligt van voor naar achter en verdeelt het lichaam in twee gelijke delen, in een linker en rechter deel.
- sagittaal vlak - Het sagittale vlak ligt ook van voor naar achter, maar evenwijdig aan het mediane vlak. Het verdeelt het lichaam in twee ongelijke delen.

Een vlak licht horizontaal:
- transversaal vlak - Het transversale vlak ligt horizontaal door het lichaam en verdeelt in boven en onder.

De gebruikte begrippen voor de anatomie van de hersenen komen hier voor een groot deel mee overeen.

## Proximaal en distaal
- proximaal - Proximaal betekent dichter naar het lichaam toe.
- distaal - Distaal betekent er verder vanaf. De vingers zitten bijvoorbeeld distaal van de pols.

## Pronatie en supinatie
Beide begrippen gaan over de beweging in de onderarm en het enkelgewricht.
- pronatie - Pronatie is het naar boven draaien van de handrug.
- supinatie - Supinatie is de beweging waarmee men in de handpalm kijkt, of naar de voetzool.

## Valgus en varus
Beide begrippen gaan over de stand van een ledemaat ten opzichte van de lichaamsas.
- valgus  -  Een ledemaat is in valgusstand als het distale deel van de lichaamsas afwijst.
- varus - Een ledemaat is in varusstand wanneer het distale deel naar de lichaamsas toewijst.

Genu betekent knie. Genua valga zijn X-benen, genua vara zijn O-benen.

## Centraal en perifeer
- centraal - Centraal is naar het midden van het lichaam toe.
- perifeer - Perifeer betekent van het midden af.

## Links en rechts
Links en rechts worden altijd benoemd vanuit de patiënt gezien: de spreker stelt zich in de plaats van de patiënt.
- sinister - links
- dexter - rechts

## Bekijken van röntgenfoto's
Röntgenfoto's worden zo beoordeeld dat het is of men voor de patiënt staat en hem aankijkt. Het hart staat op een thoraxfoto dus aan de rechterkant. CT-scans en MRI-scans in het transversale vlak worden in rugligging en van onderen bekeken, de lever zit op een doorsnede van de buik dus links.
superior · inferior · anterior · posterior 

craniaal · rostraal · caudaal 

proximaal · distaal 

ventraal · dorsaal · lateraal · mediaal
coronaal · sagittaal · mediaan · transversaal 

nasaal · temporaal · occipitaal 

contralateraal · ipsilateraal · bilateraal · unilateraal 

afferent · efferent